# Yoandys Lescay
Yoandys Alberto Lescay Pardo, né le 5 janvier 1994 à Las Tunas, est un athlète cubain, spécialiste du 400 mètres.

## Carrière
Il a remporté deux médailles d'or aux Championnats d'Amérique centrale et des Caraïbes d'athlétisme juniors de 2012 à San Salvador dans les épreuves du 200 et 400 mètres.
Son ancien record sur 400 mètres est de 45 s 29 (temps réalisé à La Havane le 28 juin 2013), temps qu'il porte en 2015 à 45 s 13 à San José lors des Championnats NACAC, tandis que sur 200 mètres il détient un temps de 20 s 87 (réalisé à San Salvador le 30 juin 2012).
Il est codétenteur du record national du relais 4 × 200 m en 1 min 22 s 06 (Équipe nationale composée de Orestes Rodríguez, Osmaidel Pellicier, Raidel Acea, Yoandys Lescay, le 15 février 2014). Avec l'équipe du relais 4 × 400 m, il est finaliste lors des Championnats du monde de 2015, après avoir remporté la médaille d'argent lors des Jeux panaméricains de 2015.
Le 25 août 2017, il décroche la médaille d'argent de l'Universiade à Taipei en 45 s 31, son meilleur temps de la saison.
En 2018, lors des Jeux d'Amérique centrale et des Caraïbes de Barranquilla, Lescay remporte les mêmes médailles qu'en 2014 : l'argent sur 400 m (45 s 38) et l'or sur 4 x 400 m (3 min 3 s 87),.

## Palmarès
| Date | Compétition                              | Lieu           | Résultat | Épreuve       | Temps         |
| ---- | ---------------------------------------- | -------------- | -------- | ------------- | ------------- |
| 2013 | Champ. d'Am. centrale et des Caraïbes    | Morelia        | 4e       | 4 x 400 m     | 3 min 03 s 17 |
| 2014 | Relais mondiaux de l'IAAF                | Nassau         | 5e       | 4 x 400 m     | 3 min 00 s 61 |
| 2014 | Festival des sports panaméricains        | Mexico         | 3e       | 400 m         | 45 s 54       |
| 2014 | Jeux d'Amérique centrale et des Caraïbes | Veracruz       | 2e       | 400 m         | 45 s 56       |
| 2014 | Jeux d'Amérique centrale et des Caraïbes | Veracruz       | 1er      | 4 × 400 m     | 3 min 00 s 70 |
| 2015 | Championnats NACAC                       | San José       | 4e       | 400 m         | 45 s 62       |
| 2015 | Championnats NACAC                       | San José       | 3e       | 4 x 400 m     | 3 min 01 s 22 |
| 2015 | Championnats du monde                    | Pékin          | 7e       | 4 x 400 m     | 3 min 03 s 05 |
| 2016 | Championnats ibéro-américains            | Rio de Janeiro | 1er      | 400 m         | 45 s 36       |
| 2016 | Jeux olympiques                          | Rio de Janeiro | 6e       | 4 × 400 m     | 2 min 59 s 53 |
| 2017 | Relais mondiaux de l'IAAF                | Nassau         | 5e       | 4 x 400 m     | 3 min 03 s 60 |
| 2017 | Championnats du monde                    | Londres        | 6e       | 4 x 400 m     | 3 min 01 s 10 |
| 2017 | Universiade                              | Taipei         | 2e       | 400 m         | 45 s 31       |
| 2018 | Jeux d'Amérique centrale et des Caraïbes | Barranquilla   | 2e       | 400 m         | 45 s 38       |
| 2018 | Jeux d'Amérique centrale et des Caraïbes | Barranquilla   | 1er      | 4 x 400 m     | 3 min 3 s 87  |
| 2018 | Championnats NACAC                       | Toronto        | 5e       | 400 m         | 46 s 21       |
| 2023 | Jeux d'Amérique centrale et des Caraïbes | San Salvador   | 2e       | 4 x 400 mixte | 3 min 16 s 97 |

## Records
| Épreuve | Temps   | Lieu           | Date         |
| ------- | ------- | -------------- | ------------ |
| 200 m   | 20 s 83 | La Havane      | 19 mars 2014 |
| 400 m   | 45 s 00 | Rio de Janeiro | 13 août 2016 |